# Albero Bajo
Albero Bajo est une commune d’Espagne, dans la province de Huesca, communauté autonome d'Aragon comarque de Monegros.